# Stratus
Stratus (od lat. stratus: prostrt; međunarodna kratica St) je jednolični, sivi, slojeviti oblak niske i dosta jednolike podnice, koji se obično nalazi na visini od 0,2 do 0,5 kilometra. Ako nije predebeo, kroz njega se vidi Sunce kao žućkasta ploča. Može biti bezobličan (nebulosus) i izlomljen (fractus). Izlomljeni stratus (stratus fractus) često se nalazi ispod podnice drugih oblaka. Najčešće se sastoji od sitnih vodenih kapljica, a na niskim temperaturama od ledenih kristalića. Uz stratuse vežemo optičke pojave kao korona vijenac oko Sunca i Mjeseca, te halo pri niskim temperaturama. Nastaje ohlađivanjem nižih slojeva atmosfere. Uglavnom ne daje oborine, a ako daje, većinom su u obliku sićušnih čestica kao što su rosulja, ledeni kristali ili snježna zrnca. Ako se stratus nalazi pri tlu, naziva se magla.

## Vrste oblaka prema visini i obliku
Osnovna podjela oblaka temelji se na činjenici da je, usprkos velikoj raznolikosti oblaka, moguće izdvojiti ograničen broj svojstvenih oblika, koji se često mogu naći u gotovo svim dijelovima svijeta. Takva podjela svojstvenih oblika sadrži podjelu na rodove, vrste i podvrste, a kao dopunu daje i odlike koje detaljnije opisuju pojedina svojstva oblaka. Druga osnovna podjela odnosi se na visinu na kojoj se pojavljuju oblaci.
S obzirom na visinu nad tlom na kojoj se pojavljuju, razlikuju se niski, srednji i visoki oblaci te oblaci okomitog razvoja. U umjerenim zemljopisnim širinama niski oblaci nalaze se na visinama između tla i 2 km, srednji na visinama između 2 i 7 km, a visoki između 7 i 13 km. Oblaci okomitog razvoja pojavljaju se u pravilu na visinama između 800 m i 13 km (iznimno i do 16 km). Gornje su granice slojeva oblaka u tropima podignute za koji kilometar, a u polarnim su predjelima za nekoliko kilometara spuštene.
Prvu morfološku razredbu oblaka izradio je 1803. engleski amaterski meteorolog Luke Howard (1772. – 1864.) i ona se u proširenom obliku zadržala do danas. Osnovna je pretpostavka te podjele da je unatoč velikoj raznovrsnosti oblika oblaka moguće izdvojiti 10 vrsta karakterističnih oblika koji se nalaze u svim krajevima svijeta:
- visoki oblaci: cirus (Ci), cirostratus (Cs) i cirokumulus (Cc),
- srednje visoki oblaci: altostratus (As) i altokumulus (Ac),
- niski oblaci: stratokumulus (Sc), stratus (St) i nimbostratus (Ns),
- oblaci okomitog razvoja: kumulus (Cu) i kumulonimbus (Cb).

Vrste se dalje dijele na podvrste: castellanus (poput dvorca s tornjevima), fibratus (vlaknast), floccus (poput pramena vune), fractus (izlomljen), lentikularis (lećast), nebulosus (bezobličan), stratiformis (slojevit), uncinus (kukičast), spissatus (zgusnut) i tako dalje. Neki oblici dodatno karakteriziraju pojedine oblake, na primjer vrh u obliku nakovnja (inkus) ili vrećaste izbočine na podnici (mamatus).

## Slike
|                             |                             |                             |                             |
| Nebo prekriveno stratusima. | Sunce se vidi kroz stratus. | Nebo prekriveno stratusima. | Nebo prekriveno stratusima. |

## Vanjske poveznice
|  | Zajednički poslužitelj ima još gradiva o temi Stratus |